# Revista Oeste (2020)
Revista Oeste é uma revista digital semanal brasileira fundada em 27 de março de 2020 por Jairo Leal, Augusto Nunes e José Robero Guzzo. Tem uma cobertura focada em jornalismo político, com uma linha editorial alinhada à direita, defendendo posições como o conservadorismo social e o liberalismo econômico. A revista possui influência nas redes sociais e frequentemente divide opiniões, sendo apontada como referência por seus apoiadores e criticada por detratores, que a acusam de parcialidade e promoção de desinformação.

## História
A Revista Oeste foi fundada em 27 de março de 2020 pelos jornalistas Jairo Leal, Augusto Nunes e José Robero Guzzo, e tem foco em reportagens políticas, com uma linha editorial alinhada a direita política brasileira, o conservadorismo social e o liberalismo econômico. notabilizando-se, também, pelo apoio político ao presidente Jair Bolsonaro. Frequentemente gera controvérsias com citações expressivas da grande mídia. Em virtude disso, é apontada como um veículo disseminador de informações falsas, uma alegação que foi judicialmente rechaçada em pelo menos uma ocasião.
O periódico caracteriza-se por uma notável penetração nas redes sociais, embora não integre o mainstream midiático, não se afiliando a nenhum grande conglomerado de imprensa. Carius & Vieira (2024) analisaram, por exemplo, que as postagens realizadas nas redes sociais da Revista Oeste atingem o total estimado de perfis em velocidade cinco vezes superior à versão digital de O Globo, o que revela uma maior adaptação ao ambiente virtual, e demonstra uma propagação nestas plataformas mais céleres que veículos de comunicação mais bem estabelecidos.  Uma parcela não negligenciável deste alcance deve-se a um bem-sucedido sistema de anúncios em motores de busca, estratégia que tem sido uma constante entre veículos de mídia conservadores como a Brasil Paralelo.
Desde a sua fundação, a Revista Oeste tem atraído tanto seguidores quanto críticos. Estes últimos acusam a publicação de disseminar informações enviesadas e atacar adversários políticos de forma desproporcional, além da promoção de discurso de ódio, como transfobia, sobre um prisma jornalístico. Um estudo, por exemplo, indicou a circulação de duas notícias do veículo entre grupos envolvidos nos ataques de 8 de janeiro em Brasília. Em 2024, a Oeste foi finalista no prêmio Jornalistas +Admirados da Imprensa de Economia, Negócios e Finanças, com os repórteres Amanda Sampaio, Carlo Cauti e o comentarista Luís Artur Nogueira indicados na categoria Jornalista.

### Censura e desinformação
A revista também tem sido alvo de processos judiciais e tentativas de censura, que eles denunciam como ataques à liberdade de imprensa. Em 2022, por decisão em consenso, a Revista Oeste foi classificada como uma fonte não fiável na Wikipédia lusófona. Em 2023, o YouTube cortou a monetização do canal da revista alegando "conteúdo nocivo", o que foi amplamente criticado por seus editores. Por vezes envolvida em controvérsias, a revista é apontada por críticos como um veículo de disseminação de fake news, uma alegação que a Revista Oeste e seus seguidores contestam.

## Contribuidores notáveis
- Adrilles Jorge
- Alexandre Garcia
- Ana Paula Henkel
- Augusto Nunes
- Guilherme Fiuza
- J. R. Guzzo
- Rodrigo Constantino
- Theodore Dalrymple
- Tiago Pavinatto